# Chiesa di San Giorgio Martire (Tresana)
La chiesa di San Giorgio Martire, o anche solo chiesa di San Giorgio, è la parrocchiale di Tresana, in provincia di Massa-Carrara e diocesi di Massa Carrara-Pontremoli; fa parte del vicariato di Aulla.

## Storia
L'originaria cappella di Tresana sorse presumibilmente nel 1304, data incisa sulla lapide ubicata sopra il portale d'ingresso; tuttavia, la prima citazione che ne attesta l'esistenza risale al 1470 ed è contenuta negli Estimi Lunensi, dai quali si apprende che essa era filiale della pieve di Vico di Castevoli.
La chiesa è poi menzionata negli atti relativi alla visita apostolica compiuta nel 1568 dal cardinale Benedetto Lomellini, il quale trovò che in essa erano collocati due altari.
Nel 1645 la parrocchiale venne interessata da un intervento di restauro e di ammodernamento.
L'edificio fu nuovamente ristrutturato nel 1930, allorché si provvide ad eseguire le decorazioni della navata; nel 2000 esse vennero restaurate e nello stesso anno si realizzò l'altare postconciliare rivolto verso l'assemblea.
Nel 2004 la cella campanaria fu danneggiata da una folgore e nel 2015 la chiesa e il campanile vennero ristrutturati.

## Descrizione

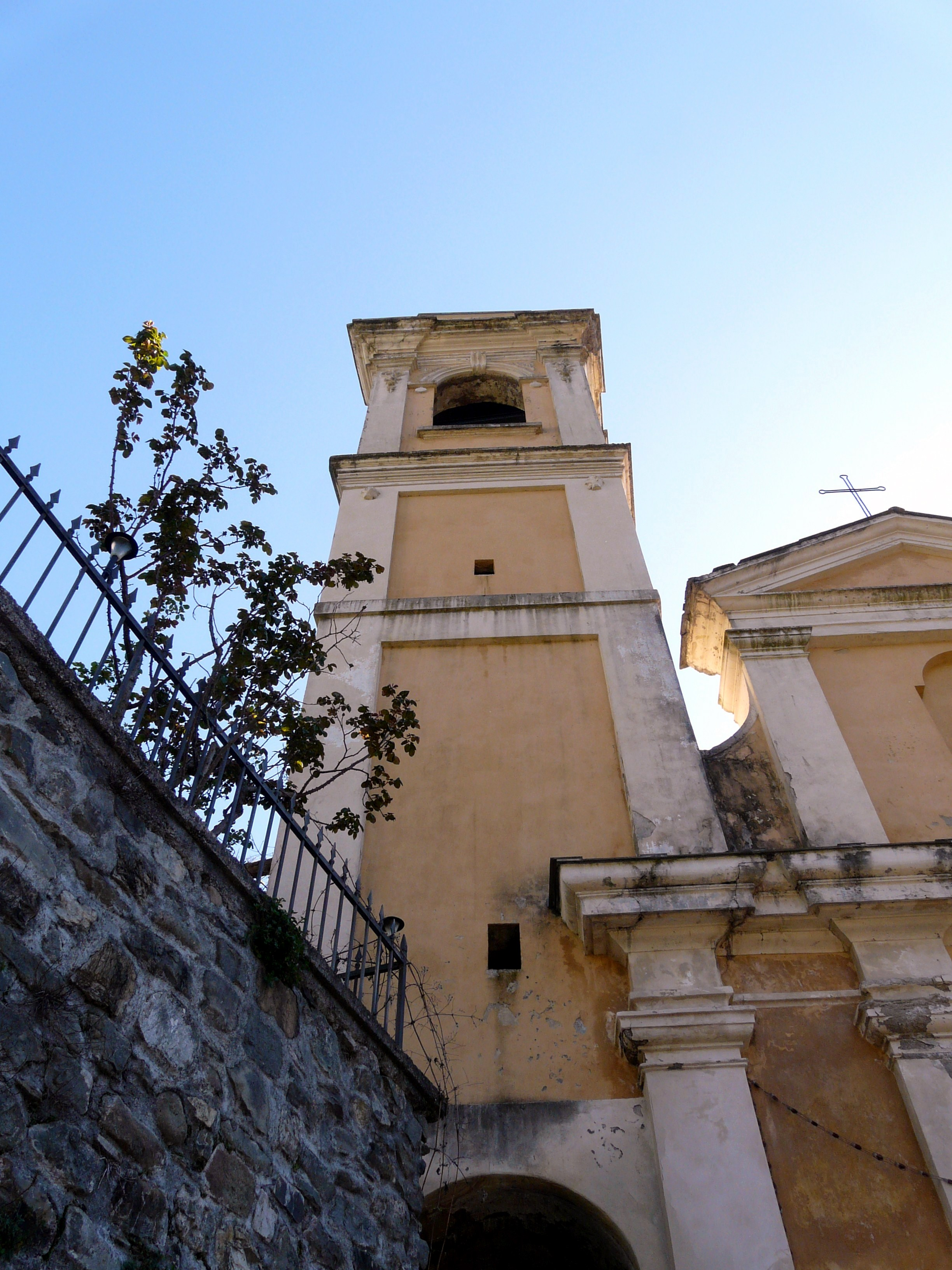
Il campanile

### Esterno
La facciata della chiesa, in stile barocco e rivolta a ponente, è scandita da quattro lesene doriche che la tripartiscono; presenta il portale d'ingresso architravato e una finestra, mentre nell'ordine superiore, affiancato da due volute e coronato dal frontone triangolare, vi è una finestra murata.
Annesso alla parrocchiale è il campanile a base quadrata, suddivisa in più ordini da cornici; la cella presenta su ogni lato una monofora a tutto sesto e ed è coronato dalla guglia poggiante sul tamburo.

### Interno
L'interno dell'edificio si compone di un'unica navata, lungo la quale si trovano gli altari laterali, le cui pareti sono scandite da grosse paraste sorreggenti degli archi a tutto sesto e sulla quale si affacciano il vano del fronte battesimale, coperto a calotta, e la cappella feriale, voltata a padiglione; al termine dell'aula si sviluppa il presbiterio, rialzato rispetto ad essa, delimitato da balaustre e chiuso dalla parete di fondo, su cui s'aprono due finestre.